# Jugador Joven del Año Europeo de la FIBA
El FIBA Europe Young Men's Player of the Year Award o Jugador Joven del Año Europeo fue un galardón anual que otorgaba FIBA Europa instaurado en el año 2005, y que se concedía al mejor jugador joven de baloncesto europeo de la temporada. El premio lo votaban tanto aficionados como expertos de 25 países diferentes.
Ricky Rubio es el jugador que más veces ha sido galardonado con este premio, en tres ocasiones. Tras él, Jonas Valančiūnas y Dario Šarić, con dos premios, son los únicos jugadores que han repetido galardón.
Tras 10 ediciones, este premio se concedió por última vez en 2015.

## Ganadores

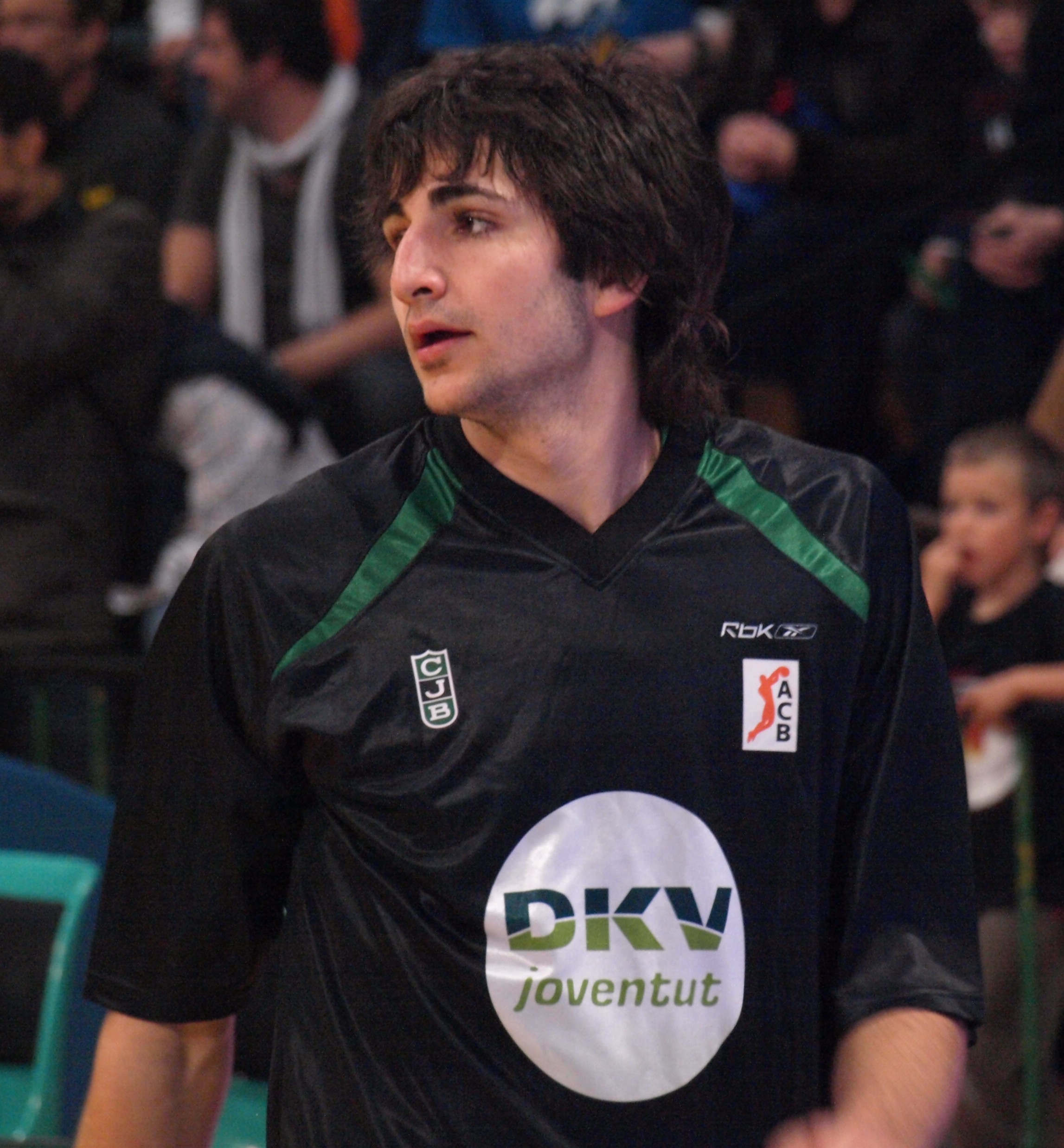
Ricky Rubio es el jugador con más galardones (3).

| Año  | Ganador               | Club(s)           |
| ---- | --------------------- | ----------------- |
| 2005 | Nikos Zisis           | Benetton Treviso  |
| 2006 | Rudy Fernández        | Joventut Badalona |
| 2007 | Ricky Rubio           | Joventut Badalona |
| 2008 | Ricky Rubio (2)       | Joventut Badalona |
| 2009 | Ricky Rubio (3)       | FC Barcelona      |
| 2010 | Jan Veselý            | Partizan          |
| 2011 | Jonas Valančiūnas     | Lietuvos Rytas    |
| 2012 | Jonas Valančiūnas (2) | Toronto Raptors   |
| 2013 | Dario Šarić           | Cibona            |
| 2014 | Dario Šarić (2)       | Anadolu Efes      |